# Hamtaro: Ham-Ham Games
Hamtaro: Ham-Ham Games var det sista spelet som lanserades till Game Boy Advance i Hamtaro-serien. Spelet utgavs 2004 i Japan, delar av Europa och Nordamerika. Spelidén är huvudsakligen baserad på de olympiska spelen som ägde rum i Aten samma år. Ham-Ham Games kallas den stora sporttävlingen som spelaren har som mål att vinna.

## Gameplay
Spelet utspelar sig under en vecka och är uppdelat i sju dagar; varje dag, utom den första och den sista, utförs tre grenar. Mellan aktiviteterna har spelaren möjlighet att, som Hamtaro, gå runt och besöka olika platser för att plocka solrosfrön. Solrosfröna används i spelet som pengar. Förutom att besöka de olika tävlingsområdena (simbassängen, gräsplanen, stranden, arenan och tennisbanan) kan Hamtaro även besöka klubbhuset, TV-studion och tävlingsbyn.
Det finns en möjlighet att anpassa spelet genom att inför varje ny gren välja svårighetsgrad från en tregradig skala. Ju högre svårighetsgrad som väljs, desto mer solrosfrön erhålls vid eventuell vinst.

## Grenar
- 100 hm dash (100 meter), utförs av Hamtaro. Träning och tävling äger rum i arenan.
- Tennis, utförs av Bijou. Träning och tävling äger rum på tennisplanen.
- Hammer throw (släggkastning), utförs av Oxnard. Träning och tävling äger rum i arenan.
- Diving (simhopp), utförs av Cappy. Träning och tävling äger rum i simbassängen.
- Beach volleyball (volleyboll), utförs av Hamtaro och Bijou. Träning och tävling äger rum på stranden.
- Hurdles (häcklöpning), utförs av Boss. Träning och tävling äger rum i arenan.
- Bird-back riding (fågelridning), utförs av Penelope. Träning och tävling äger rum på gräsplanen.
- Pole vault (stavhopp), utförs av Pashmina. Träning och tävling äger rum i arenan.
- Carrot pull (uppdragning av morötter), utförs av Hamtaro. Träning och tävling äger rum på gräsplanen.
- Swimming (simning), utförs av Oxnard, Boss, Pashmina och Hamtaro. Träning och tävling äger rum i simbassängen.
- Archery (bågskytte), utförs av Bijou. Träning och tävling äger rum på gräsplanen.
- Sailing (segling), utförs av Boss. Träning och tävling äger rum vid stranden.
- Triple jump (tresteg), utförs av Cappy. Träning och tävling äger rum i arenan.
- Synchronized swimming (konstsim), utförs av Pashmina och Penelope. Träning och tävling äger rum i simbassängen.
- Marathon (maraton), utförs av Hamtaro och Oxnard. Träning och tävling äger rum i arenan.

## Lag och lagmedlemmar
Totalt fyra lag deltar i tävlingarna och spelarens lag heter Ham-Hams.
- Lag Ham-Hams: Hamtaro, Bijou, Oxnard, Cappy, Boss, Penelope, Pashmina
- Lag Seahams: Kapten Hamstern, Hamberto, Cubbie, Hambone, Hambeard
- Lag Djungle: Bunny, Leo, Stripes, Warts
- Lag Rainbow: Prins Bo, Daisy, Ivy, Rosy